# أجرام كامنة المخاطر

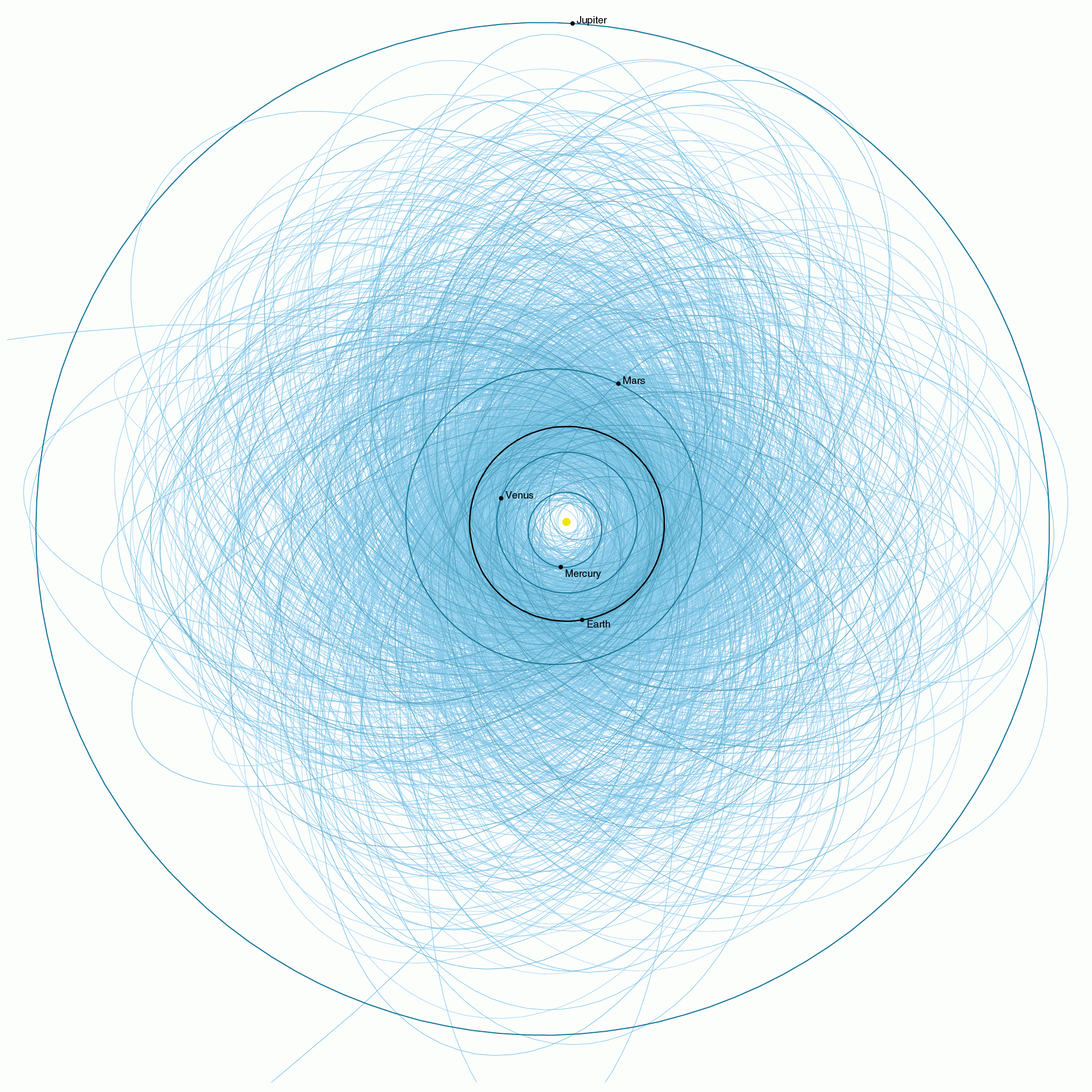
تظهر على هذه الخريطة المولَّدة حاسوبياً، مدارات جميع الكويكبات كامنة الخطر (PHAs) المسجَّلة لدى ناسا، وهي فئة من الكويكبات القريبة من الأرض التي يمكن أن تكون خطرةً على الكرة الأرضية مستقبلاً. أعِدَّت هذه الخريطة في سنة 2013، حتى ذلك الحين، كان يبلغ عدد هذه الكويكبات نحو 1,400 تظهر جميعها ضمن الصورة. تمثّل الدائرة الزرقاء الواسعة مدار كوكب المشتري.

الأجرام كامنة الخطر (بالإنكليزية: Potentially hazardous objects، أو اختصاراً: PHOs) هو مصطلح يطلق على الكويكبات أو المذنبات القريبة من الأرض التي لديها مداراتٌ تدنو من كوكب الأرض مسافاتٍ قريبة جداً، وفي الآن ذاته فهي كبيرة الحجم كفايةً ليسبِّب اصطدامها آثاراً كارثية ضمن مناطق جغرافية كبيرة. حالياً، لا يوجد أي جرمٍ كامن الخطر معروف بوضوح يمكن اعتباره تهديداً حقيقياً على الأرض خلال الـ100 عام القادمة.
بالتَّعريف، يشترط لتصنيف الكويكب أو المذنب على أنَّه جرم كامن الخطر أن تكون أقرب مسافةٍ يصلها من الأرض خلال مداره أقلَّ من 0.5 وحدة فلكية (أي ما يعادل حوالي 75 مليون كيلومتر، أو 19.5 مسافةٍ قمرية)، وأن يكون قطره 100 إلى 150 مترٍ على الأقلّ (بالتالي يجب أن يكون قدره المطلق/H 22 على الأكثر). حيث أنَّ اصطدام جسمٍ بهذا الحجم بسطح الأرض سيكون كفيلاً بتدمير المدن البشريَّة في أقاليم جغرافية كاملة على مستوى لم يحدث من قبل في التاريخ المعروف. تحدث اصطدامات على هذا المستوى مرَّة كل نحو 10,000 سنة. تشير التقديرات المبنيَّة على بيانات وايس (WISE، أو مستكشف الأشعة تحت الحمراء عريض المجال) إلى أنَّ هناك 4,700 ± 1,500 كويكب كامن الخطر حول الأرض قطرها أكبر من 100 متر. حتى سنة 2012، اكتشف ما يُقدَّر بحوالي 20 إلى 30% منها. تمثل هذه الأجرام - حسب تعريفها - خطراً على أقاليم جغرافية كاملة، أما الكويكبات التي يبلغ قطرها حوالي 35 متراً، فإنَّها تمثل تهديداً للمدن والبلدات فحسب.
إن أحجام معظم الكويكبات الصغيرة حول الأرض غير معروفة على وجه الدقَّة، ولا يمكن استنباطها إلا من قياس سطوع الكويكب ثم مقارنته ببعده عن الأرض. لهذه السبب، تستعمل وكالة ناسا ومختبر الدفع النفاث التابع لها يستعملان مقياس القدر المطلق (H) الأكثر دقَّة كعامل لتحديد خطر الكويكب، ويفترض من هذا المنطلق أن أيَّ كويكب قدره المطلق 22 فأقل يمثل تهديداً للأرض. مع ذلك، فإنَّ تقدير الحجم بناءً على السطوع يفتقر كثيراً للدقَّة، لأنه ما من طريقة دقيقة لتحديد بياض (انعكاسية) سطح الكويكب. قرَّر برنامج الأجرام القريبة من الأرض (NEO) التابع لناسا وضع مقدارٍ قياسي للبياض هو 0.13، لتوحيد نتائج القياسات.
حتى شهر يناير من سنة 2009، سجَّلت وكالة 1006 كويكبات كامنة الخطر (PHAs) و85 مذنَّباً كامن الخطر (NECs). بحلول شهر فبراير سنة 2014، ازداد عدد الكويكبات إلى 1458، منها 196 فقط لديها قوس رصدي مقداره أقل من 30 يوماً. من بين هذه الكويكبات، يوجد 1230 كويكب أبولو كامن الخطر، مقابل 141 كويكب آتن فحسب.